# Kesselschlacht bei Kalatsch

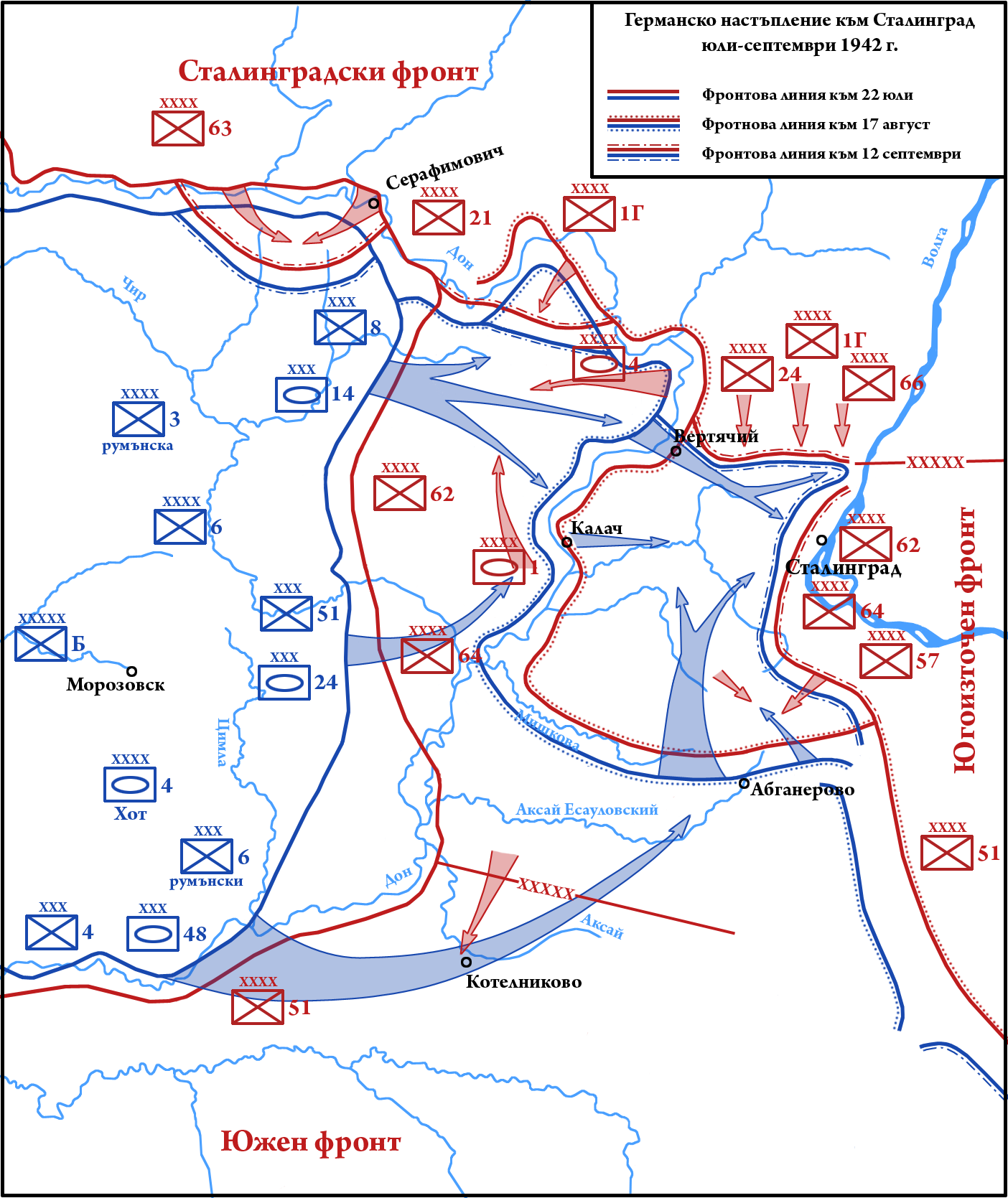
Die Karte zeigt den deutschen Angriff (blau) im August 1942, bei der die 62. Armee der Stalingrader Front umfasst wurde.

Die Kesselschlacht bei Kalatsch vom 25. Juli bis 11. August 1942 war ein Teil der Kämpfe im Donbogen während der deutschen Sommeroffensive 1942 im Süden der Ostfront. Sie führte zu einem kleineren Erfolg der deutschen 6. Armee auf ihrem Vormarsch nach Stalingrad.

## Hintergrund

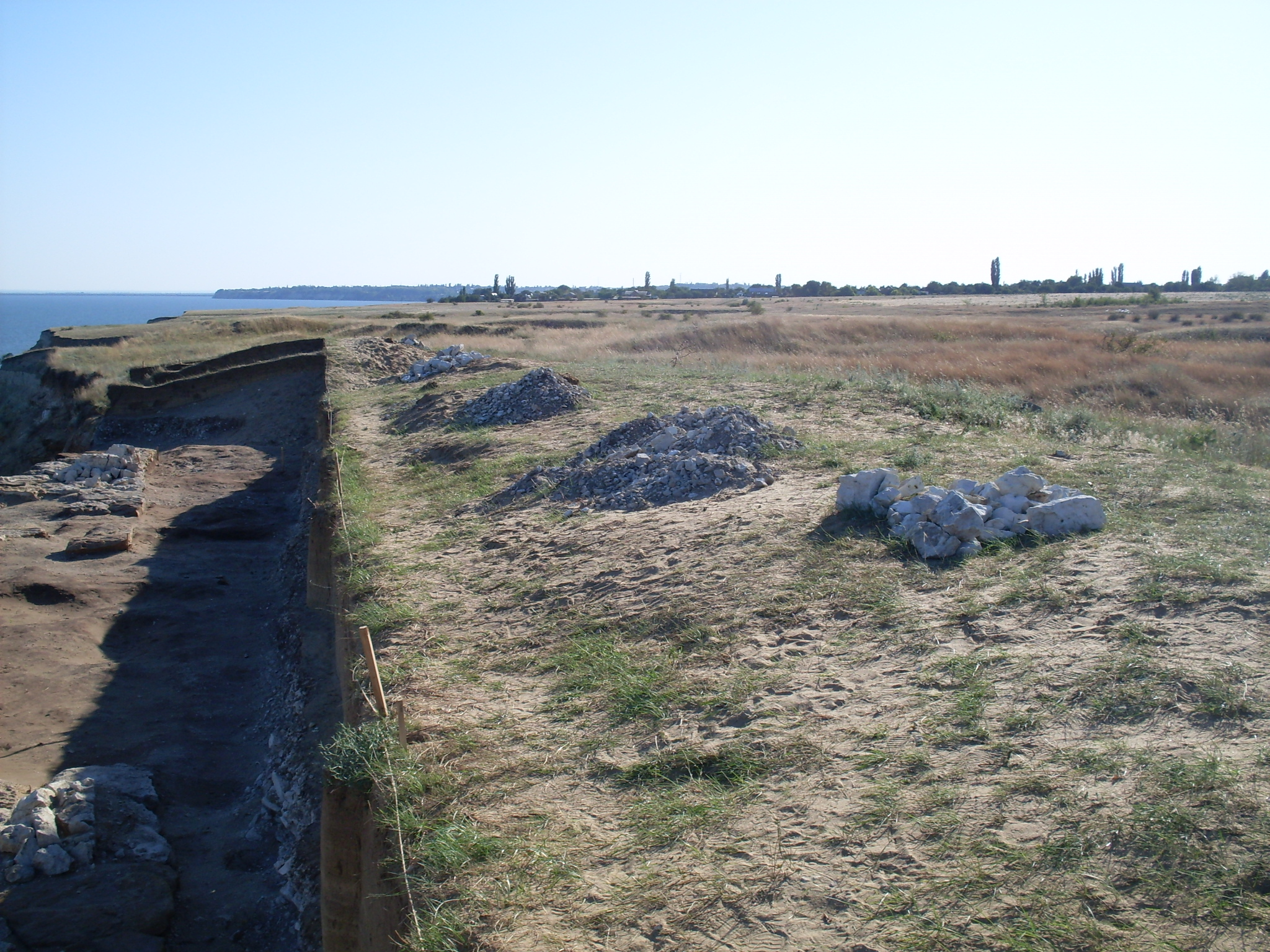
Landschaft am Don südlich von Kalatsch

Die Winteroffensive 1941/42 der Roten Armee wurde von der Wehrmacht unter enormen Verlusten aufgehalten und die Ostfront stabilisiert. Im Rahmen einer deutschen Gegenoffensive während der Schlacht bei Charkow wurden im Mai 240.000 Rotarmisten gefangen genommen. Im Vorfeld der geplanten deutschen Sommeroffensive im Süden der Ostfront wurde u. a. auch die Halbinsel Krim inklusive der belagerten Festung Sewastopol vollständig eingenommen. Mit dem Ziel, den Weg nach Stalingrad und den Kaukasus freizumachen, sollte nun der Donbogen erobert werden.
Die am 28. Juni begonnene Sommeroffensive der Heeresgruppe Süd unter dem Decknamen „Fall Blau“ zielte auf die Sicherung der Erdölvorkommen im Kaukasusvorland und die Eroberung Stalingrads an der Wolga. Um diese beiden Ziele gleichzeitig verfolgen zu können, wurde die Heeresgruppe Anfang Juli in die Heeresgruppen A und B aufgeteilt. Die der Heeresgruppe B unterstellte 6. Armee unter General der Panzertruppe Friedrich Paulus erhielt den Befehl, den Vormarschweg im Donezk-Gebiet freizukämpfen, während andere Teile der Heeresgruppe den wichtigen Knotenpunkt Woronesch einnahmen.
Da Hitler angesichts der Weite des geplanten Operationsgebietes Nachschubprobleme befürchtete, ordnete er an, dass, anstelle der weiträumigen Umfassungsoperationen des Jahres 1941 mit großen Kesselbildungen, diesmal mittels kleiner Kessel operiert werden sollte. Infolge des raschen und geordneten Rückzugs der Roten Armee waren die Gebiete der zwei kleinen Kessel beinahe leer. Hinzu kam, dass die deutschen Verbände für eine Eroberung des stark verteidigten Woronesch letztlich unzureichend waren. Daher blieb die wichtige Nord-Süd-Verbindung am östlichen Stadtrand weiterhin unter sowjetischer Kontrolle. Die späteren Truppenverschiebungen der sowjetischen Streitkräfte, welche schließlich die von rumänischen und italienischen Verbänden gedeckte Nordflanke der deutschen Front zerschlugen, wurden dadurch ermöglicht.

## Die Kesselschlacht

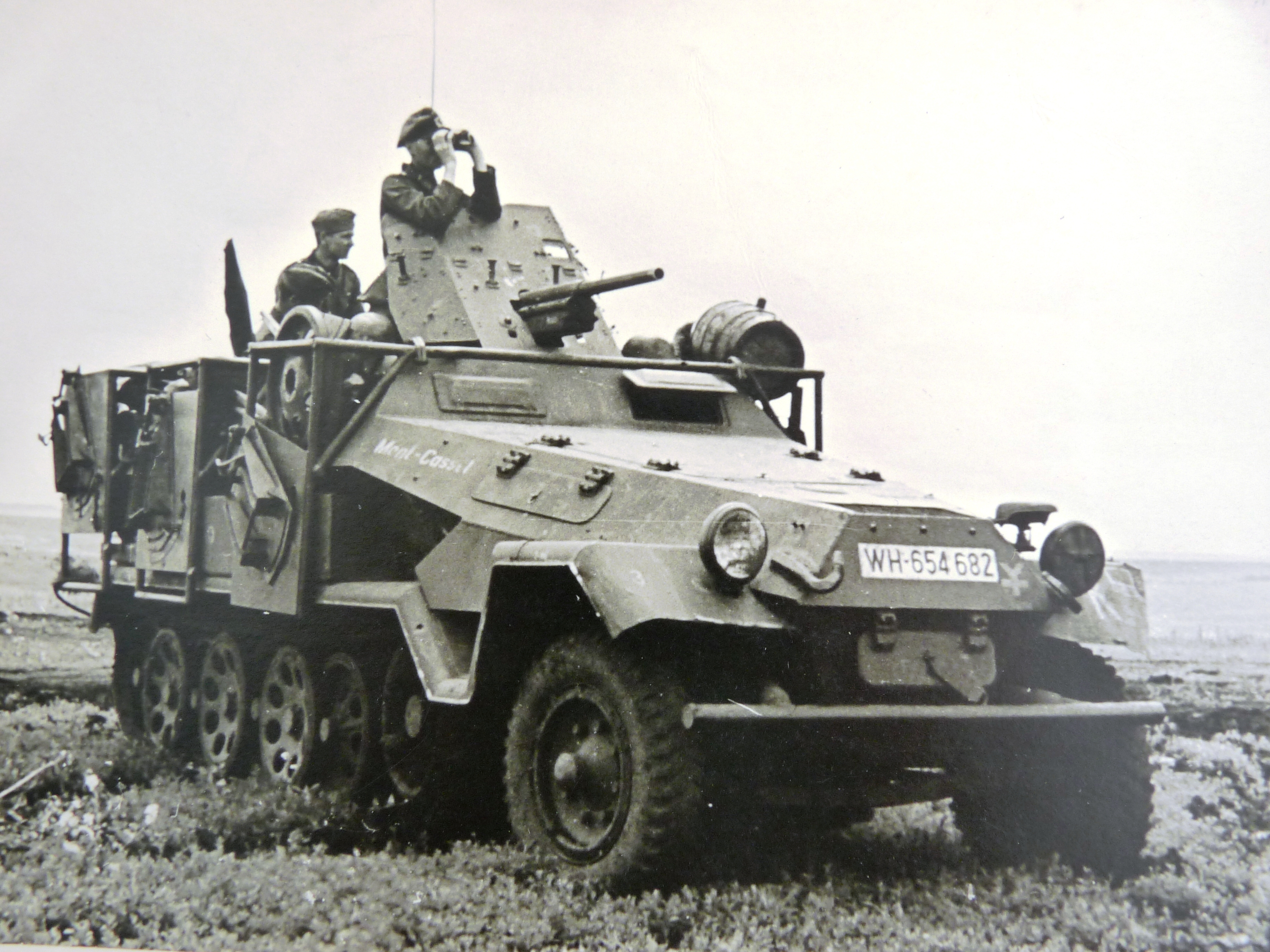
SPW (Lt. Detmar Philippi) des Panzergrenadier-Regiments 64 beim Vormarsch zum Don

Die 6. Armee näherte sich Ende Juli 1942 dem Scheitelpunkt der Donschleife bei Kalatsch am Don, etwa 85 km westlich von Stalingrad. Das sowjetische Oberkommando entschied sich, die Donübergänge in diesem Gebiet zu verteidigen und konzentrierte seine Truppen, die neu aufgestellte sowjetische 1. Panzerarmee, die 62. Armee und der rechte Flügel der 64. Armee von der Stalingrader Front, im hügeligen Gelände westlich von Kalatsch. Wegen des ab 23. Juli beginnenden sowjetischen Widerstandes sowie wegen Mangels an Betriebsstoff lag die 6. Armee für volle zwei Wochen fest.

### Sowjetische Gegenangriffe
Die 16. Panzer-Division wurde am 23. Juli bei Kisilew von fast 200 Panzern angegriffen, die um Perelasowskij versammelte 113. Infanterie-Division musste vor sowjetischen Truppen, die ebenfalls von Panzern unterstützt wurde, in Verteidigung übergehen. Weiter nördlich konnte das XIV. Panzerkorps mit der 3. und 60. motorisierten Division in die Gegend 25 km nördlich von Kalatsch durchdringen, geriet dann in schwersten Abwehrkampf und musste sich in den Raum Lipologowskij zurückziehen.
Im Don-Bogen war das XI. Armeekorps mit der 100. Jäger-Division bis südlich von Kletskaja vorangekommen. Am 25. Juli konnte die Rote Armee die Rückzugslinie des XIV. Panzerkorps abschneiden, die deutsche Vorhut musste sich zurückziehen. Nur die massierte Unterstützung und die Notversorgung durch Einsatz des VIII. Fliegerkorps (General Martin Fiebig) konnte die schwer ringende Erdtruppe vor der Einkesselung retten. Am folgenden Tag konnte südlich des Tschir das über Morosowskaja herankommende LI. Armeekorps mit der 71. Infanterie-Division den Don bei Nischne-Tschirskaja erreichen und mit der 297. Infanterie-Division den Tschir ostwärts der Liska-Mündung überschreiten.
Am Morgen des 27. Juli erhielten die 214. Schützendivision und die 154. Marine-Schützenbrigade von General Tschuikow den Befehl, sich vom Fluss Solonaja zurückzuziehen und dann das Westufer zwischen Tschir und Don zu verteidigten. Dem LI. Armeekorps gelang es derweil, die Verteidigungsfront der 62. Armee zu durchbrechen und bei Werchne-Businowskaja zu konzentrieren. Die ganze Stabilität des mittleren Sektors der Stalingrader Front drohte mit der Einkesselung der 62. Armee einzustürzen. Die 64. Armee wurde beauftragt, den deutschen Durchbruch am Westufer des Tschirs zu lokalisieren und durch Gegenstöße der 112. Schützendivision zu verhindern, dass der Gegner das Ostufer erreichen könnte. Der Divisionskommandeur Oberst I. P. Sologub setzte seinen Schwerpunkt jedoch falsch und gab den deutschen Verbänden damit die Möglichkeit, das Westufer des Don in der Nähe des Dorfes Werchne-Tschirskaja zu erreichen. Das Hauptquartier der Armee gab Befehl zur Korrektur des Fehlers, als es von der falschen Entscheidung des Divisionskommandanten erfuhr.
Es folgten hartnäckige Kämpfe, besonders starker deutscher Druck lastete auf der sowjetischen 214. Schützendivision und der 154. Marine-Schützenbrigade, die die Einkreisung der 62. Armee zu verhindern suchten und die Don-Übergänge zu sichern hatten. Die deutsche Luftaufklärung stellte im westlichen Don-Brückenkopf von Kalatsch über 300 sowjetische Panzer fest, die bei Skworin begannen, das XIV. Panzerkorps an der Südflanke anzugreifen. Das Eingreifen des VIII. Armeekorps, das über Businowka nach Osten vorging, kämpfte an diesem Tag die Versorgungslinie des Panzerkorps frei.
Am 28. Juli musste General von Seydlitz das bereits gewonnene Dorf Werchne Tschirskaja wegen feindlicher Panzerangriffen wieder aufgeben; nördlich davon lag die 44. Infanterie-Division am nördlichen Ufer des Tschir fest.
Südlich des Tschir traf rechtzeitig das XXIV. Panzerkorps mit der 24. Panzer-Division vor Werchne Tschirskaja ein und entlastete das LI. Armeekorps, das den eigenen Schwerpunkt nach Norden verlagerte. Die im Westen bei Kalmykow angelangte 384. Infanterie-Division wurde durch überlegene Panzerkräfte mehrere Kilometer nach Norden zurückgedrängt. Am nördlichen Abschnitt wurde der sowjetische Don-Brückenkopf bei Serafimowitsch durch ein Infanterieregiment der 305. Infanterie-Division im ersten Anlauf genommen und an das nachgezogene XVII. Armeekorps (vorerst mit italienischer 3. Division „Celere“) übergeben.
Gegen die aus dem Don-Bogen zwischen Kletskaja und Golubinskaja angreifende sowjetische 4. Panzerarmee (General Krjutschonkin) baute das VIII. Armeekorps mit der 376., der 305., 113. und 384. Infanterie-Division allmählich eine neue Front nach Osten auf. Die Ankunft der 389. Infanterie-Division bei Manoilin verstärkte die 100. Jäger-Division bei den Abwehrkämpfen im Raum Businowka. Die von General Paulus angestrebte Umfassung über die zwischen den Tschir und den Don angreifende sowjetische 62. Armee zeichnete sich bereits ab.

### Ausklang der Kämpfe
Am 4. August hatten im Süden die Angriffsspitzen der nach Nordosten gerichteten deutschen 4. Panzerarmee (14. Panzer-Division und 29. mot. Infanterie-Division) den Aksai-Abschnitt erreicht und bedrohten die tiefe offene Flanke der sowjetischen Verteidigung (51. Armee) von Stalingrad. Nachdem es den Deutschen gelungen war, die Bahnstrecke Lissitschansk-Millerowo herzurichten, waren die Transportkolonnen nicht mehr auf die weit längere Entfernung von Charkow angewiesen. Bis 6. August waren die Vorräte der 6. Armee an Munition und an Betriebsstoff wieder aufgefüllt; das Oberkommando der Wehrmacht befahl Paulus zur Einkesselung anzusetzen.
Für den 7. August befahl Paulus den Angriff: Von Süden hatte das XXIV. Panzerkorps (mit 151 Panzern) vom Unterlauf des Tschir nach Norden und das XIV. Panzerkorps (mit 191 Panzern) aus dem Raum nordwestlich von Kalatsch nach Süden durchzubrechen und die dadurch eingeschlossenen Feindkräfte den Rückzug über den Don abschneiden. Das XI. Armeekorps hatte einen Ausbruch des Feindes nach Nordwesten zu verhindern, das VIII. Armeekorps die Nordostflanke zu sichern. Im Südwesten hatte die 44. Infanterie-Division den Kessel gegen den Dobrinka-Abschnitt einzuengen.
Die 24. Panzerdivision, der die 76. Infanterie-Division nachfolgte, erreichte die Höhen 12 km nördlich von Rytschow. Westlich davon begleitete die 297. Infanterie-Division das Vorgehen und drang in Buratskij ein. Von Norden gelang der 16. Panzerdivision bei weit stärkerer Abwehr seitens der Sowjets der Durchbruch östlich des Liska-Abschnittes auf Ostrow. Gegen 15 Uhr erreichte der nördliche Zangenarm die Höhen 6 km westlich von Kalatsch. Die 60. motorisierte Division drang über Skowrin nach Südwesten vor, während die 3. mot. Division gegenüber eingegrabenen Panzern nicht vorwärts kam. Das VIII. Fliegerkorps leistete den beiden Panzer-Korps wertvolle Unterstützung aus der Luft. Starke sowjetische Gegenangriffe aus dem Don-Vorsprung von Kletskaja durch die sowjetische 21. Armee in den Rücken der deutschen 6. Armee wurden rechtzeitig von der vorübergehend Paulus zugeteilten 22. Panzer-Division eingedämmt.
Am Morgen des 8. August trafen sich die Panzerspitzen der 16. und 24. Panzer-Division planmäßig auf den Höhen westlich von Kalatsch. Der Ring um die sowjetische 1. Panzerarmee und 62. Armee war geschlossen. Bis zum 11. August kapitulierten nach deutschen Angaben 57.000 Rotarmisten.
Walther von Seydlitz berichtet, dass auf dem Schlachtfeld an die 100 abgeschossene schwere und schwerste sowjetische Panzer standen, die von weitem wie eine riesige Elefantenherde aussahen. Viele waren nur geringfügig beschädigt. Sie fielen jedoch durch die Gegenoffensive bei Stalingrad wieder in die Hände der Roten Armee.

## Folgen
Die Kesselschlacht von Kalatsch bot die Voraussetzung für den anschließenden deutschen Angriff auf Stalingrad. Die Rote Armee gewann aber durch ihren Widerstand wertvolle 18 Tage und nutzte sie zum Ausbau der noch unzureichenden Verteidigung von Stalingrad. Die 6. Armee bildete bei Kalatsch einen starken Brückenkopf über den Don; das letzte Hindernis vor Stalingrad war mit zwei Wochen Verspätung überwunden. So wurde Stalingrad durch die letzte erfolgreiche Kesselschlacht der Wehrmacht erst am 23. August erreicht.
Paulus erfolgreiches Vorgehen steigerte seinen Ruhm als Taktiker, und letztmals gab man sich auf deutscher Seite Hoffnungen auf einen baldigen sowjetischen Zusammenbruch hin, obwohl die Zahl der in Gefangenschaft geratener Rotarmisten relativ gering war, weil die Rote Armee den Vorstoß der 6. Armee nicht aufhalten, sondern nur kurzzeitig stören sollte. Diese Taktik ermöglichte somit den Ausbau der sowjetischen Verteidigung in Stalingrad.

## Beteiligte Großverbände

### Wehrmacht
6. Armee
VIII. Armeekorps General Walter Heitz
- 384. Infanteriedivision Generalleutnant Eccard Freiherr von Gablenz
- 376. Infanteriedivision Generalleutnant Alexander von Daniels
- 305. Infanteriedivision Generalmajor Kurt Oppenländer
- 113. Infanteriedivision Generalleutnant Hans-Heinrich Sixt von Armin

XIV. Armeekorps (mot.) General der Infanterie Gustav von Wietersheim
- 60. Infanteriedivision (mot.) Oberst Otto Kohlermann
- 16. Panzerdivision Generalleutnant Hans-Valentin Hube
- 3. Infanteriedivision (mot.) Generalleutnant Helmuth Schlömer

XI. Armeekorps General Karl Strecker
- 100. Jäger-Division Generalleutnant Werner Sanne
- kroat. Inf.-Reg. 369 Oberst Viktor Pavičić
- 389. Infanterie-Division Generalleutnant Erwin Jaenecke

LI. Armeekorps General der Artillerie Walther von Seydlitz-Kurzbach
- 44. Infanteriedivision Generalleutnant Heinrich-Anton Deboi
- 71. Infanteriedivision General der Infanterie Alexander von Hartmann
- 295. Infanteriedivision General der Artillerie Rolf Wuthmann

XXIV. Armeekorps (mot.) General Willibald von Langermann und Erlencamp
- 24. Panzerdivision Generalmajor Bruno Ritter von Hauenschild
- 297. Infanteriedivision General der Artillerie Max Pfeffer
- 76. Infanteriedivision Generalleutnant Carl Rodenburg[2]

### Rote Armee
62. Armee Generalmajor Wladimir Jakowlewitsch Kolpaktschi
- 33. Garde-Schützendivision, Generalmajor Alexander Iwanowitsch Utvenko
- 39. Garde-Schützendivision, Generalmajor Stepan Saweljewitsch Gurtjew
- 147. Schützendivision, Generalmajor Alexander Alexejewitsch Wolchin
- 181. Schützendivision, Generalmajor Timofei Jakowljewitsch Nowikow
- 184. Schützendivision, Oberst Samuil Trofimowitsch Koida
- 192. Schützendivision, Oberst Afanasi Stepanowitsch Sachartschenko
- 196. Schützendivision, Kombrig. Dmitri Wassiljewitsch Awerin
- 121. Panzerbrigade

64. Armee Generalmajor Wassili Iwanowitsch Tschuikow
- 18. Schützendivision, Oberst Iwan Fedotowitsch Seregin
- 29. Schützendivision, Oberst Anatoli Iwanowitsch Kolobutin
- 112. Schützendivision, Oberst Iwan Petrowitsch Sologub
- 131. Schützendivision, Oberst Michail Alexandrowitsch Pesotschin
- 214. Schützendivision, Generalmajor Nikolai Iwanowitsch Birjukow
- 229. Schützendivision, Oberst Fjodor Fjodorowitsch Saschin
- 205. Schützendivision, Generalmajor Iwan Alexejewitsch Makarenko
- 66. Marine-Schützenbrigade

4. Panzerarmee (Generalmajor Wassili Dmitrijewitsch Krjutschonkin)
22. Panzerkorps, Generalmajor Alexander Alexandrowitsch Schamschin
- 173. Panzerbrigade
- 176. Panzerbrigade
- 182. Panzerbrigade
- 22. motorisierte Schützen-Brigade

23. Panzerkorps, Generalmajor Abram Matwejewitsch Chasin
- 6. Panzerbrigade
- 114. Panzerbrigade
- 130. Panzerbrigade
- 9. motorisierte Schützen-Brigade

1. Panzerarmee General Kirill Moskalenko
13. Panzerkorps, Generalmajor Trofim Iwanowitsch Tanaschishin
- 6. Garde-Panzerbrigade
- 13. Panzerbrigade
- 254. Panzerbrigade
- 38. mot. Schützenbrigade

28. Panzerkorps, Generalmajor Georgi Semenowitsch Rodin
- 39. Panzerbrigade
- 55. Panzerbrigade
- 56. Panzerbrigade
- 32. motorisierte Schützen-Brigade